# فتاة جيدة أصبحت سيئة: ريلوديد
غود غرل غون باد: ريلوديد هو ألبوم معاد إصداره من قبل المغنية البربادوسية ريانا بمناسبة مرور سنة على ألبومها الإستديو الثالث غود غرل غون باد (2007). صدر الألبوم رقمياً في بعض البلدان المختارة في 2 يونيو، 2008، من قبل تسجيلات ديف جام وتسجيلات إس آر بي. الألبوم يتضمن ثلاثة أغان جديدة ودي في دي يظهر فيه لقطات حصرية من وراء الكواليس من جولتها العالمية قوود قيرل قون باد تور (2007-09). للأغاني الجديدة، تعاملت مع العديد من المنتجين بما في ذلك ني-يو، ستارقيت، ومارون 5.

## الخلفية والتنمية

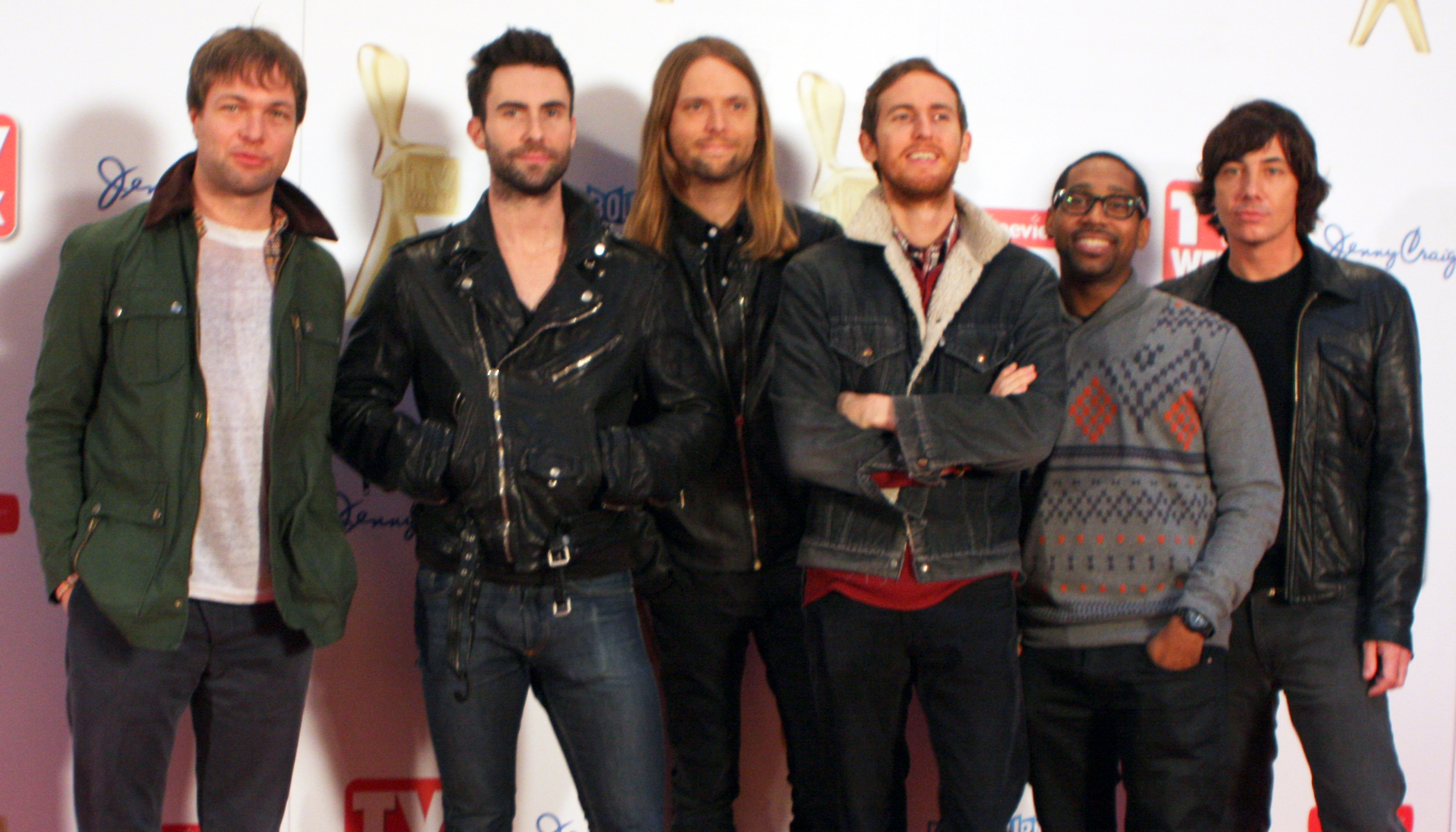
تعاونت ريانا مع فرقة البوب روك مارون 5 في الإصدار الجديد من ألبوم قوود قيرل قون باد.

في أوائل عام 2008، كشفت ريانا النقاب عن أغنية جديدة بعنوان «تيك آ باو»، التي عرضت لأول مرة في 14 فبراير، 2008 على الراديو الأمريكي. ذكرت أخبار إم تي في أن الأغنية سوف تكون الأغنية المنفردة الأولى من قوود قيرل قون باد: ريلوديد، إعادة إصدار الألبوم الأصلي للاحتفال بالذكرى السنوية الأولى. أعلنت ريانا أنه بصرف النظر عن «تيك آ باو»، الألبوم سيتضمن أغنيتين اثنتين، واحدة من الأغاني سوف تكون مع اشتراك فرقة البوب روك الأمريكية مارون 5.

## الأغاني
تم تسجيل أربع أغان جديدة لقوود قيرل قون باد: ريلوديد: "دستربيا"، هيتن أون ذا كلوب"، "إف آي نفر سي يور فيس أقين" (مع مارون 5) و"تيك آ باو". في البداية، تم تأكيد إدراج جميع الأغاني في الألبوم، ولكن الأغنية "هيتن أون ذا كلوب" أزيلت من الألبوم لأسباب غير محددة. لاحقاً، تسربت الأغنية على الإنترنت في يناير 2009. "دستربيا" هي أغنية سينثبوب ذات إيقاع عالي. الأغنية من كتابة كريس براون، براين كينيدي سيلز، روبرت ألن، وأندري ميريت. "إف آي نفر سي يور فيس أقين" هي أغنية آر أند بي من كتابة آدم لافين وجيمس فالنتاين، من فرقة مارون 5. "تيك آ باو" هي أغنية آر أند بي التي تروي كيف أن الأنثى تعرب عن عدم اهتمامها في إحياء علاقتها مع عشيقها السابق الغير مخلص.

## قائمة تقديرات الألبوم
| الرقم | الناقد       | التقدير   | المصادر |
| ----- | ------------ | --------- | ------- |
| 1     | The National | إيجابي    | [ 10 ]  |
| 2     | IGN          | 7.3/10    | [ 11 ]  |
| 3     | eMusic       | 4/5 stars | [ 12 ]  |
| 4     | Digital Spy  | 4/5 stars | [ 13 ]  |

## الأداء التجاري

### أمريكا الشمالية
بعد إصدار قوود قيرل قون باد: ريلوديد، كان من المتوقع أن الألبو سوف يبيع منه أكثر من 45,000-50,000 نسخة في الأسبوع الأول في الولايات المتحدة. في نهاية الأسبوع يوم 22 يونيو، 2008، بيعت 63,000 نسخة من الألبوم وساعد النسخة الأصلية بأن يقفز من المركز 124 إلى السابع في بيلبورد 200 في أسبوعه الخامس والخمسين. أيضاً بلغ ذروته في المركز الخامس على الرسم البياني الأمريكي لألبومات الآر أند بي/هيب-هوب. في الأسبوع الثاني، تراجع الألبوم إلى المركز التاسع مع 40,000 نسخة بيعت. في الأسبوع الثالث، تراجع إلى المركز العاشر مع 41,000 نسخة بيعت. بحلول نوفمبر 2012، كل من قوود قيرل قون باد والنسخة المعادة إصدارها باعوا 2,800,000 نسخة في الولايات المتحدة. قوود قيرل قون باد: ريلوديد ساعد الألبوم الأصلي على دخول الرسم البياني الكندي في المركز السادس.

### أوروبا وأوقيانوسيا
بعد إعادة إصدار الألبوم، الألبوم الأصلي دخل مرة ثانية على الرسم البياني البريطاني في المركز الثاني عشر. في الأسبوع التالي، الألبوم تراجع إلى المركز السادس عشر. بحلول يونيو 2012، كل من الألبوم الأصلي والنسخة المعادة إصدارها باعوا 1,850,000 نسخة في المملكة المتحدة. بعد صدور النسخة الجديدة، الألبوم الأصلي دخل مرة ثانية على الرسم البياني الدنماركي في المركز الخامس عشر. دخل قوود قيرل قون باد مرة ثانية على الرسم البياني السويسري في المركز الثاني والثلاثين، والمركز السادس والثلاثين على الرسم البياني النمساوي. دخل قوود قيرل قون باد: ريلوديد لأول مرة المركز السابع على الرسم البياني النيوزيلندي. بلغ الألبوم ذروته المركز الرابع في الأسبوع التالي.

## الأغاني المنفردة
| العنوان                                                     | السنة | مواقع بلوغ الذروة | مواقع بلوغ الذروة | مواقع بلوغ الذروة | مواقع بلوغ الذروة | مواقع بلوغ الذروة | مواقع بلوغ الذروة | مواقع بلوغ الذروة | مواقع بلوغ الذروة | مواقع بلوغ الذروة | مواقع بلوغ الذروة | الشهادات                                                       |
| العنوان                                                     | السنة | أستراليا          | بلجيكا            | كندا              | فرنسا             | ألمانيا           | أيرلندا           | نيوزيلندا         | سويسرا            | المملكة المتحدة   | هوت 100           | الشهادات                                                       |
| ----------------------------------------------------------- | ----- | ----------------- | ----------------- | ----------------- | ----------------- | ----------------- | ----------------- | ----------------- | ----------------- | ----------------- | ----------------- | -------------------------------------------------------------- |
| "تيك آ باو"                                                 | 2008  | 3                 | 13                | 1                 | 12                | 6                 | 1                 | 2                 | 7                 | 1                 | 1                 | - : بلاتينيوم - : قولد - : قولد - : 4× بلاتينيوم               |
| "هيت ذات آي لوف يو (النسخة الإسبانية)"                      | 2008  | —                 | —                 | —                 | —                 | —                 | —                 | —                 | —                 | —                 | —                 | —                                                              |
| "إف آي نفر سي يور فيس أقين" (مع مارون 5)                    | 2008  | 11                | 18                | 12                | —                 | —                 | 16                | 21                | 52                | 28                | 51                | - : قولد                                                       |
| "دستربيا"                                                   | 2008  | 6                 | 1                 | 2                 | 3                 | 5                 | 4                 | 1                 | 4                 | 3                 | 1                 | - : بلاتينيوم - : قولد - : بلاتينيوم - : قولد - : 3× بلاتينيوم |
| "—" يدل على عدم دخول الأغنية إلى الرسوم البيانية الموسيقية. |       |                   |                   |                   |                   |                   |                   |                   |                   |                   |                   |                                                                |

## قائمة أغاني الألبوم
1. «أمبريلا» (مع جي-زي) - (4:35)
2. «بوش أب أون مي» - (3:15)
3. «دونت ستوب ذا ميوزك» - (4:27)
4. «بريكن دشز» - (3:20)
5. «شت أب أند درايف» - (3:33)
6. «هيت ذات آي لوف يو» (مع ني-يو) - (3:39)
7. «ساي إت» - (4:10)
8. «سل مي كاندي» - (2:45)
9. «ليمي قيت ذات» - (3:41)
10. «ريهاب» - (4:54)
11. «كويستشن إكزستن» - (4:08)
12. «قوود قيرل قون باد» - (3:35)
13. «دستربيا» - (3:58)
14. «تيك آ باو» - (3:49)
15. «إف آي نفر سي يور فيس أقين» - (3:18)
16. «تيك آ باو» (الأغنية المصورة) - (3:49) (فيديو إضافي في النسخة الأمريكية)
17. «دونت ستوب ذا ميوزك» (الأغنية المصورة) - (3:53) (فيديو إضافي في النسخة الأمريكية)
18. «هيت ذات آي لوف يو» (النسخة الكانتونية) (مع هنز تشيونغ) - (3:41) (أغنية إضافية في النسخة الآسيوية)
19. «هيت ذات آي لوف يو» (النسخة الماندرينية) (مع هنز تشيونغ) - (3:43) (أغنية إضافية في النسخة الآسيوية)
20. «كراي» - (3:55) (أغنية إضافية في النسخة البريطانية)
21. «هيت ذات آي لوف يو» (النسخة الإسبانية) (مع دافيد بيسبال) - (3:42) (أغنية إضافية في النسخة اللاتينية)

ملاحظات
- «بوش أب أون مي» عينة من «رننق ويذ ذا نايت»، من كتابة وأداء لاينل ريتشي.
- «دونت ستوب ذا ميوزك» عينة من «وانا بي ستارتن سمثن»، من كتابة وأداء مايكل جاكسون، التي هي نفسها عينة أيضاً من «سول ماكوسا»، من أداء مانو دبانغو.
- «شت أب أند درايف» عينة من «بلو منداي»، من كتابة وأداء فرقة الروك نيو أوردر.
- «ساي إت» عينة من «فليكس»، من كتابة إيوارت براون، كليفتون ديلون، سلاي دنبر، وبراين طومسون، من أداء فرقة الريغي ماد كوبرا.

## الرسوم البيانية
| الرسم البياني (2008)                             | المركز | المصادر |
| ------------------------------------------------ | ------ | ------- |
| ألبومات نمساوية (Ö3 Austria)                     | 36     | [*]     |
| ألبومات بلجيكية (Ultratop Flanders)              | 62     | [*]     |
| ألبومات بلجيكية (Ultratop Wallonia)              | 69     | [*]     |
| ألبومات كندية (Billboard)                        | 7      | [*]     |
| ألبومات كرواتية (Toplista)                       | 5      | [ 31 ]  |
| ألبومات دنماركية (Hitlisten)                     | 4      | [*]     |
| ألبومات هولندية (MegaCharts)                     | 38     | [*]     |
| ألبومات ألمانية (Media Control)                  | 7      | [*]     |
| ألبومات أيرلندية (IRMA)                          | 8      | [*]     |
| ألبومات نيوزيلندية (Recorded Music NZ)           | 4      | [ 28 ]  |
| ألبومات سويسرية (Schweizer Hitparade)            | 32     | [*]     |
| ألبومات المملكة المتحدة (OCC)                    | 12     | [*]     |
| ألبومات الولايات المتحدة (Billboard 200)         | 7      | [*]     |
| ألبومات الولايات المتحدة (Billboard R&B/Hip Hop) | 5      | [*]     |

| الرسم البياني (2008)                   | المركز | المصادر |
| -------------------------------------- | ------ | ------- |
| ألبومات نيوزيلندية (Recorded Music NZ) | 22     | [ 36 ]  |
| ألبومات سويدية (Sverigetopplistan)     | 18     | [ 37 ]  |

ملاحظة
- ^ في هذه البلدان، تم جمع مراكز دخول قوود قيرل قون باد: ريلوديد على الرسوم البيانية مع الألبوم الأصلي قوود قيرل قون باد، وبالتالي دخل الألبوم على الرسوم البيانية كألبوم واحد.

## الشهادات
| الدولة    | المزود | الشهادات  | المبيعات | المصادر |
| --------- | ------ | --------- | -------- | ------- |
| السويد    | (GLF)  | قولد      | 20,000   | [ 37 ]  |
| نيوزيلندا | (RMNZ) | بلاتينيوم | 15,000   | [ 28 ]  |

## تاريخ الإصدار
| الدولة           | التاريخ        | نوع الإصدار                           | الشركة المنتجة | المصادر       |
| ---------------- | -------------- | ------------------------------------- | -------------- | ------------- |
| أستراليا         | 2 يونيو، 2008  | تحميل رقمي                            | ديف جام        | [ 38 ]        |
| أيرلندا          | 2 يونيو، 2008  | تحميل رقمي                            | ديف جام        | [ 39 ]        |
| نيوزيلندا        | 2 يونيو، 2008  | تحميل رقمي                            | ديف جام        | [ 40 ]        |
| المملكة المتحدة  | 2 يونيو، 2008  | تحميل رقمي                            | ديف جام        | [ 41 ]        |
| ألمانيا          | 13 يونيو، 2008 | سي دي                                 | يونيفرسال      | [ 42 ]        |
| كندا             | 17 يونيو، 2008 | سي دي                                 | يونيفرسال      | [ 43 ]        |
| المملكة المتحدة  | 17 يونيو، 2008 | سي دي                                 | ميركوري        | [ 44 ]        |
| الولايات المتحدة | 17 يونيو، 2008 | سي دي سي دي/دي في دي أسطوانة فونوگراف | ديف جام        | [ 45 ] [ 46 ] |